# Daniel Braaten
Daniel Omoya Braaten (* 25. Mai 1982 in Oslo) ist ein norwegischer ehemaliger Fußballspieler. Er ist 1,84 m groß und wiegt 85 kg. Braaten, der Norweger mit nigerianischer Abstammung ist, spielte  mehrere Jahre beim FC Toulouse. Weitere Stationen des beidfüßigen offensiven Mittelfeldspielers waren nach Skeid Oslo der norwegische Rekordmeister Rosenborg Trondheim, der englische Premier-League-Verein Bolton Wanderers und der dänische Erstligist FC Kopenhagen.

## Titel und Erfolge

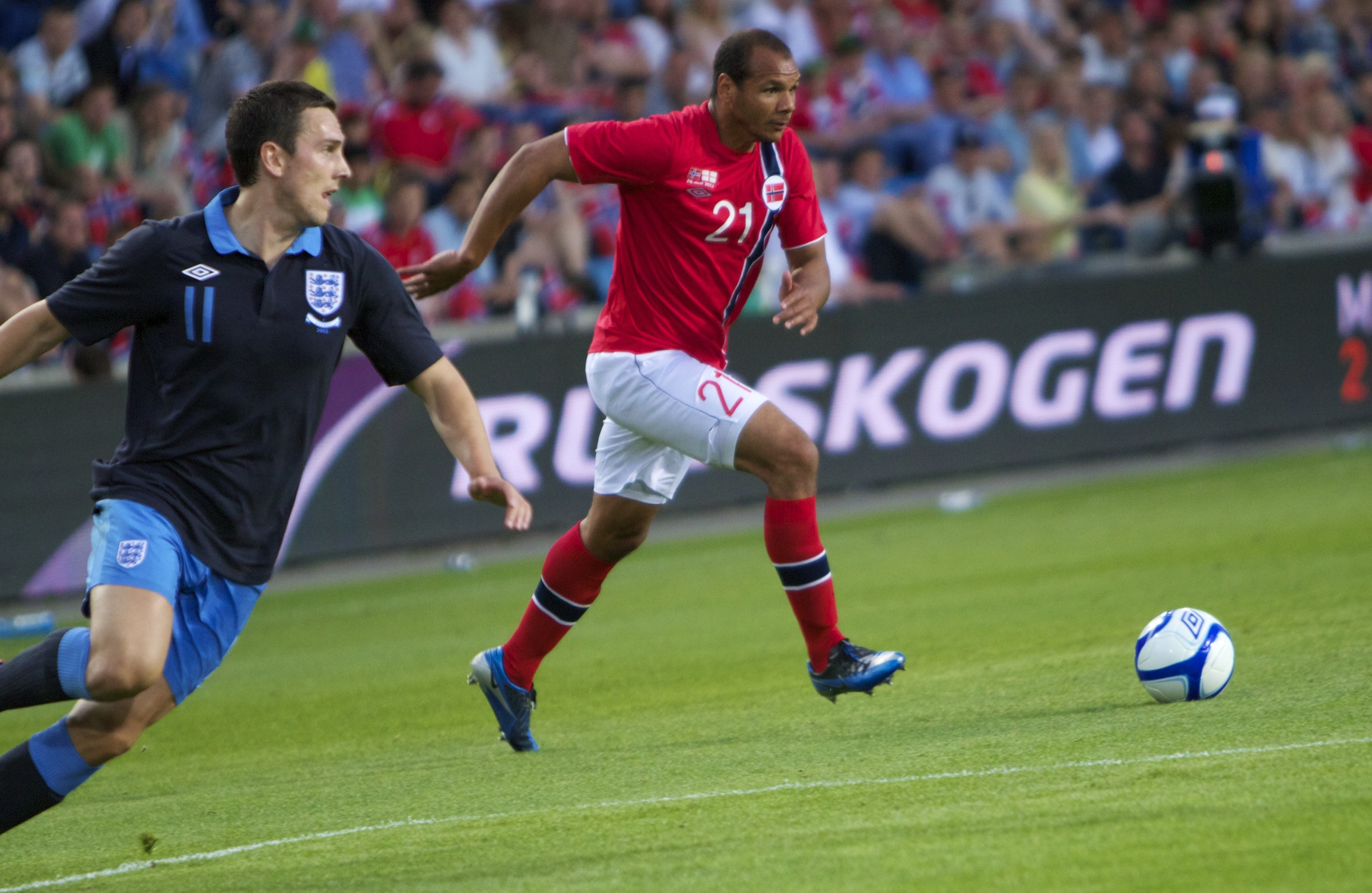
Daniel Braaten (21) im Dress der norwegischen Nationalelf in einem Länderspiel gegen England im Mai 2012

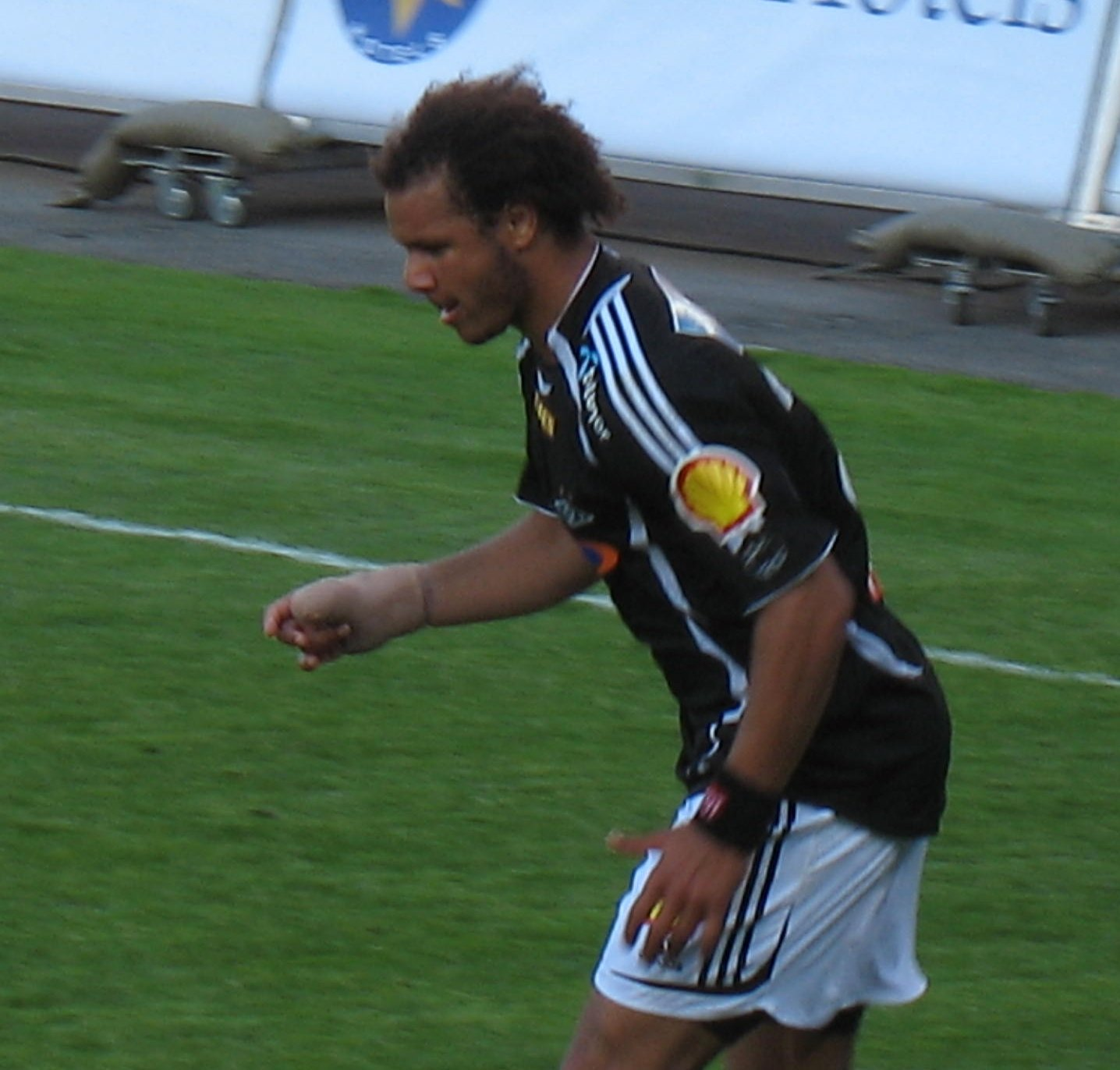
Daniel Braaten im Jahre 2007

Daniel Omoya Braatens größte Erfolge waren bis jetzt die norwegische Meisterschaft 2004 und 2006.
Er konnte mit Trondheim auch in der UEFA Champions League spielen und schoss 2005 im Spiel gegen Olympique Lyon den Ausgleichstreffer, am Ende verloren die Norweger doch noch mit 1:2. Auch in der Nationalmannschaft war Braaten bereits mehrfach aktiv und schoss dabei am 6. Juni 2007 sein erstes Länderspieltor beim EM Qualifikationsspiel gegen Ungarn. Das Spiel endete 4:0 für Norwegen.